# Dreamgirls
Pour plus de détails, voir Fiche technique et Distribution.
Dreamgirls est un drame musical américain écrit et réalisé par Bill Condon, sortie en 2006. Le film est l'adaptation de la comédie musicale de Broadway du même nom, qui s'inspirait elle-même de la vie et du parcours d'un célèbre groupe féminin de la Motown : The Supremes.
Beyoncé Knowles, Jennifer Hudson (finaliste de l'émission American Idol), et Anika Noni Rose y tiennent les rôles de The Dreamettes, un trio de Détroit des années 1960 qui remporta, après leur rencontre avec le manager et producteur Curtis Taylor, Jr. (Jamie Foxx), un véritable succès. Le film met aussi en scène Eddie Murphy, Danny Glover, Sharon Leal, et Keith Robinson.

## Synopsis
Deena Jones, Effie White, et Lorrell Robinson, trois amies de Chicago, sont un trio de chanteuses appelé les The Dreamettes. Accompagnées du frère d'Effie qui est leur compositeur, elles voyagent à New York pour faire un concours de musique. Bien que les filles perdent la compétition, leur talent attire un producteur ambitieux, nommé Curtis Taylor. Les jeunes femmes accompagnent désormais la superstar James "Thunder" Early.
Curtis remodèle le groupe. Effie, la soliste du groupe est remplacée par Deena jugée plus attrayante physiquement. Elle se fait renvoyer du groupe et se fait remplacer. Le nouveau trio devient plus sophistiqué et c'est le succès. L'argent, la renommée, et l'adulation, cependant, ne leur apportent pas le bonheur. Et Curtis ne leur facilite pas du tout la tâche.

### The Dreamettes/Supremes
Bien qu'étant une œuvre de fiction, plusieurs faits rapportés dans l'intrigue trouvent leurs origines dans l'histoire réelle des The Supremes et de la Motown. 
Le producteur Curtis Taylor est directement inspiré du créateur de la compagnie de disque Motown : Berry Gordy. Ce dernier n'était pas concessionnaire de voiture mais il a travaillé sur les chaînes de montage pour voiture, industrie omniprésente dans la ville de Détroit.
Dans le film, le nom des Dreamettes fait penser au premier nom adopté par The Supremes qui fut : The Primettes. Le remplacement de la chanteuse principale Effie White par Deena Jones, ressemble au changement opéré par Gordy de Florence Ballard par Diana Ross dont il pensait que la voix plus pop était plus appropriée pour le marché du disque. Le mariage entre Curtis et Deena n'est pas la reproduction de la réalité entre Berry Gordy et Diana Ross, mais on a prêté au premier d'avoir entretenu une liaison avec la seconde.
Le disque que présente Effie à Curtis en s'étonnant de son auteur (qui se trouve être Martin Luther King) a réellement existé. Berry Gordy l'a publié en juin 1963, il était intitulé "The Great March to Freedom" .
La volonté de Curtis de faire jouer à sa protégée un rôle au cinéma (film intitulé : Cléopâtre) s'inspire directement du choix de Berry Gordy de déménager sa maison de disque de Detroit à Los Angeles pour être plus proche de l'industrie cinématographique. Diana Ross jouera effectivement trois rôles majeurs au cinéma dans Lady Sings the Blues (un biopic sur Billie Holiday), The Wiz (une version afro-américaine du Magicien d'Oz avec Michael Jackson en co-vedette) et Mahogany (tourné par Berry Gordy lui-même).
Certaines pochettes de disque présentées dans le film ressemblent beaucoup à des albums sortis par The Supremes. "Let the Sunshine in", "Cream of the Crop" et "Touch" sont présentés dans le film comme étant des productions de Deena Jones & the Dreams, dans la réalité ces albums sont en tout point identiques y compris dans le packaging sauf qu'ils étaient intitulés Diana Ross & The Supremes.
Le personnage de James "Thunder" Early, ressemble à un mélange entre 3 artistes afro-américains : Smokey Robinson, James Brown et Marvin Gaye. Une scène où l'on voit Curtis refuser une chanson à James (Patience) parce que trop engagée politiquement rappelle une anecdote, se rapportant à la difficulté qu'à eue Marvin Gaye à imposer sa chanson "What's Going On". Berry Gordy en avait refusé la publication pour les mêmes motifs que ceux exposés dans le film.
Florence Ballard, contrairement à Effie White a connu un destin plus sombre, elle est morte en 1976 d'une crise cardiaque après avoir tenté de relancer sa carrière sans pouvoir bénéficier du prestige d'avoir été une membre des The Supremes, puisque son contrat de rupture stipulait expressément de ne pas utiliser le nom du groupe qu'elle avait co-fondé pour la suite de sa carrière.

## Fiche technique
Sauf indication contraire, les informations mentionnées dans cette section peuvent être confirmées par les bases de données cinématographiques IMDb et Allociné,  présentes dans la section « Liens externes ».
- Titre original et français : Dreamgirls
- Réalisation : Bill Condon
- Scénario : Bill Condon, d’après le roman éponyme de Tom Eyen
- Musique : Tom Eyen et Henry Krieger
- Direction artistique : Tomas Voth
- Décors : John Myhre
- Costumes : Sharen Davis
- Photographie : Tobias A. Schliessler
- Son : Bob Beemer, Willie D. Burton, Michael Minkler, Rodrigo Ortiz-Parraga, Richard E. Yawn
- Montage : Virginia Katz
- Production : Laurence Mark (en)
  - Production déléguée : Patricia Whitcher
  - Production associée : Leeann Stonebreaker
  - Coproduction : Jonathan King
- Sociétés de Production : Dreamworks Pictures, Laurence Mark Productions et Paramount Pictures
- Sociétés de distribution : Paramount Pictures (États-Unis, France) ; Universal Pictures International (Belgique, Suisse romande)[1]
- Budget : 70 millions USD[2]
- Pays de production :  États-Unis
- Langue originale : anglais
- Format : couleur (DeLuxe) — 35 mm — 2,35:1 (Panavision) — son DTS / Dolby Digital / SDDS / DTS (DTS: X)
- Genre : drame, musical
- Durée : 130 minutes ; 140 minutes (Director's cut)
- Dates de sortie[3] :
  - États-Unis, Québec : 25 décembre 2006[4]
  - Suisse romande : 21 février 2007[5]
  - France, Belgique : 28 février 2007[6],[7]
- Classification[8] :
  - États-Unis : accord parental recommandé, film déconseillé aux moins de 13 ans (PG-13 - Parents Strongly Cautioned)[N 1]
  - France : tous publics[9]
  - Belgique : tous publics (Alle Leeftijden)[7]
  - Suisse romande : interdit aux moins de 7 ans[10]
  - Québec : tous publics (G - General Rating)[4]

## Distribution

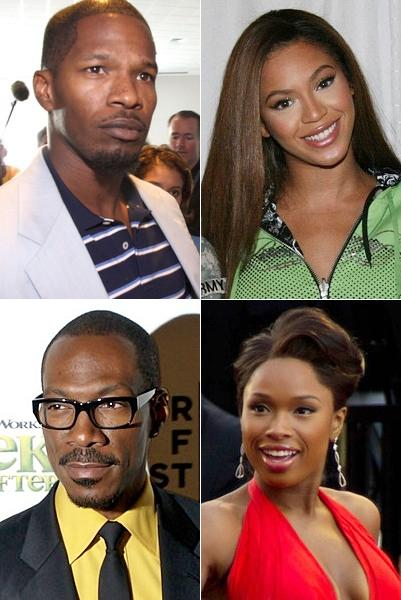
De gauche à droite, Jamie Foxx, Beyoncé Knowles, Eddie Murphy et Jennifer Hudson.

- Beyoncé Knowles (VF : Ingrid Donnadieu) : Deena Jones
- Jamie Foxx (VF : Julien Kramer) : Curtis Taylor, Jr.
- Eddie Murphy (VF : Med Hondo) : James "Thunder" Early
- Danny Glover (VF : Richard Darbois) : Marty Madison
- Jennifer Hudson (VF : Marie-Laure Beneston) : Effie Melody White
- Keith Robinson (VF : Emmanuel Garijo) : C.C. White
- Hinton Battle (VF : Frantz Confiac) : Wayne
- Anika Noni Rose (VF : Laurence Crouzet) : Lorrell Robinson
- Sharon Leal : Michelle Morris
- John Lithgow : (VF : Patrick Préjean) : Jerry Harris
- Loretta Devine : (VF : Monique Thierry) : La chanteuse de cabaret
- John Krasinski : Sam Walsh

## Production

### Bande originale
L'album de la bande originale de Dreamgirls est sorti à partir du 5 décembre 2006. Débutant à la première place du Billboard 200, il s'est vendu à plus de 1,4 million d'exemplaires dans ce pays et à plus de deux millions dans le monde.

Trois singles ont été tirés de l'album dont Listen qui, chanté par Beyoncé, a été celui ayant le plus de succès.
Liste des titres (les singles sont en gras)
1. Move
2. Fake Your Way To The Top
3. Cadillac Car
4. Steppin' To The Bad Side
5. Love You I Do
6. I Want You Baby
7. Family
8. Dreamgirls
9. It's All Over
10. And I Am Telling I'm Not Going
11. When I First Saw You
12. Patience
13. Am Changing
14. I Meant You No Harm / Jimmy's Rap
15. One Night Only
16. One Night Only (Disco)
17. Listen
18. Hard To Say Goodbye
19. Dreamgirls (Finale)
20. When I First Saw You (Duet)

Une version deluxe de l'album comprenant deux volumes est également disponible.

## Accueil

### Box-office
- États-Unis : Recettes actuelles au Box Office américain : 101 millions de dollars
- France : N°9 la semaine du 28 février au 6 mars 2007 : 216 381 entrées pour 341 salles
  - Paris : N°1 le jour de sa sortie : 17 462 entrées pour 36 salles ; N°2 la semaine du 28 février au 6 mars 2007 : 88 497 entrées pour 36 salles

## Distinctions
Dreamgirls a obtenu huit nominations aux Oscars 2007 dont deux statuettes remportées et cinq nominations aux Golden Globes 2007 dont trois trophées remportés. Le film a déjà obtenu de nombreux prix.
- Nominations aux Oscars
  - Meilleur acteur dans un second rôle pour Eddie Murphy
  - Meilleure actrice dans un second rôle pour Jennifer Hudson, prix remporté
  - Meilleurs décors
  - Meilleurs costumes
  - Meilleur mixage sonore, prix remporté
  - Meilleure chanson pour Listen chantée par Beyoncé Knowles
  - Meilleure chanson pour Patience chantée par Eddie Murphy, Keith Robinson et Anika Noni Rose
  - Meilleure chanson pour Love You I Do chantée par Jennifer Hudson
- Nominations aux Golden Globes
  - Meilleure comédie ou comédie musicale, prix remporté
  - Meilleure actrice pour Beyoncé Knowles
  - Meilleur acteur dans un second rôle pour Eddie Murphy, prix remporté
  - Meilleure actrice dans un second rôle pour Jennifer Hudson, prix remporté
  - Meilleure chanson pour Listen chantée par Beyoncé Knowles
- Nominations aux NAACP Image Award 2007
  - Meilleur film
  - Meilleur acteur pour Jamie Foxx
  - Meilleure actrice pour Beyoncé Knowles
  - Meilleur acteur dans un second rôle pour Eddie Murphy
  - Meilleur acteur dans un second rôle pour Danny Glover
  - Meilleure actrice dans un second rôle pour Jennifer Hudson, prix remporté
  - Meilleure actrice dans un second rôle pour Anika Noni Rose
  - Meilleur album (Bande originale du film)
- Nomination aux African-American Film Critics Association Awards 2006
  - Meilleur film, prix remporté
  - Meilleur acteur dans un second rôle pour Eddie Murphy, prix remporté
  - Meilleure actrice dans un second rôle pour Jennifer Hudson, prix remporté
  - Meilleur réalisateur pour Bill Condon, prix remporté
- Nominations aux American Film Institute Awards (AFI)
  - Film de l'année, prix remporté
- Nominations aux British Academy of Film and Television Arts Awards (BAFTA Film Awards)
  - Meilleure actrice dans un second rôle pour Jennifer Hudson, prix remporté
  - Meilleure musique de film
- Nominations aux Black Reel Awards
  - Meilleur film, prix remporté
  - Meilleur acteur pour Jamie Foxx
  - Meilleure actrice pour Beyoncé Knowles
  - Meilleur acteur dans un second rôle pour Eddie Murphy
  - Meilleure actrice dans un second rôle pour Jennifer Hudson, prix remporté
  - Meilleure révélation pour Jennifer Hudson, prix remporté
  - Meilleure chanson originale, prix remporté
  - Meilleure bande-originale, prix remporté
  - Meilleure chanson pour And I Am Telling You I'm Not Going chantée par Jennifer Hudson, prix remporté
  - Meilleure chanson pour Listen chantée par Beyoncé Knowles
  - Meilleure chanson pour One Night Only chantée par Beyoncé Knowles et Jennifer Hudson
- Nominations aux Broadcast Film Critics Association
  - Meilleur film
  - Meilleur acteur dans un second rôle pour Eddie Murphy, prix remporté
  - Meilleure actrice dans un second rôle pour Jennifer Hudson, prix remporté
  - Meilleur casting
  - Meilleur réalisateur
  - Meilleure chanson pour Listen chantée par Beyoncé Knowles, prix remporté
  - Meilleure bande originale, prix remporté
- Nominations aux Satellite Awards
  - Meilleure comédie ou comédie musicale, prix remporté
  - Meilleur réalisateur, prix remporté
  - Meilleure actrice dans une comédie ou comédie musicale
  - Meilleure actrice dans un second rôle pour Jennifer Hudson, prix remporté
  - Meilleure adaptation de scénario
  - Meilleure chanson pour Listen chantée par Beyoncé Knowles
  - Meilleure chanson pour Love You I Do chantée par Jennifer Hudson
  - Meilleur montage
  - Meilleur montage sonore, prix remporté
  - Meilleure réalisation artistique
  - Meilleurs costumes
- Nominations aux Screen Actors Guild Awards
  - Meilleur casting
  - Meilleure actrice dans un second rôle pour Jennifer Hudson, prix remporté
  - Meilleur acteur dans un second rôle pour Eddie Murphy, prix remporté
- Nominations aux Syracuse Post-Standard
  - Meilleur moment "star est née" pour Jennifer Hudson avec And I Am Telling You I'm Not Going, prix remporté
- Nominations aux American Cinema Editors 2006
  - Meilleure comédie ou long métrage musical
- Nominations aux Art Directors Guild 2006 
  - Meilleure direction artistique
- Nominations aux Austin Film Critics Awards 2006
  - Révélation de l'année pour Jennifer Hudson, prix remporté
- Nominations aux Dallas-Ft. Worth Film Critics Awards 2006
  - Meilleur film
- Nominations aux Directors Guild of America 2006
  - Meilleur réalisateur pour Bill Condon
- Nominations aux L.A. Film Critics Association 2006
  - Meilleure actrice dans un second rôle pour Jennifer Hudson, prix remporté
- Nominations aux Las Vegas Film Critics Circle 2006
  - Meilleur film
  - 'Meilleure actrice dans un second rôle pour Jennifer Hudson, prix remporté
- Nominations aux National Board of Review 2006
  - Révélation de l'année pour Jennifer Husdson, prix remporté
- Nominations aux National Society of Film Critics 2006
  - Meilleure actrice dans un second rôle pour Jennifer Hudson
- Nominations aux New York Film Critics Online 2006
  - Meilleure actrice dans un second rôle pour Jennifer Hudson, prix remporté
  - Meilleur acteur dans un second rôle pour Eddie Murphy, prix remporté
- Nominations aux New York Film Critics Society 2006  
  - Meilleure actrice dans un second rôle pour Jennifer Hudson, prix remporté
  - Meilleur acteur dans un second rôle pour Eddie Murphy, prix remporté
- Nominations aux Oklahoma Film Critics Circle Awards 2006
  - Révélation de l'année pour Jennifer Hudson, prix remporté
- Nominations aux Online Film Critics Circle
  - Meilleure actrice dans un second rôle pour Jennifer Hudson
  - Révélation de l'année pour Jennifer Hudson
  - Meilleur acteur dans un second rôle pour Eddie Murphy
- Nominations aux Phoenix Film Critics Circle
  - Meilleure musique, prix remporté
  - Révélation de l'année pour Jennifer Hudson, prix remporté
- Nominations aux Producers Guild of America
  - Meilleur producteur pour Laurence Mark
- Nominations aux Southeastern Film Critics Circle
  - Meilleure actrice dans un second rôle pour Jennifer Hudson, prix remporté
- Nominations aux Toronto Film Critics Circle
  - Meilleure actrice dans un second rôle pour Jennifer Hudson
- Nominations aux Washington D.C. Film Critics Association
  - Meilleure actrice dans un second rôle pour Jennifer Hudson, prix remporté
- Nominations aux Women Film Critics Circle
  - Meilleure musique, prix remporté

## Éditions en vidéo
- En France, le film Dreamgirls est sorti en DVD édition simple[13] et DVD édition collector[14] le 4 septembre 2007. Par la suite, le film est sorti en HD DVD le 12 septembre 2007[15] et en Blu-ray édition de rêve le 5 novembre 2008[16]. Le film est également sorti en VOD le 31 octobre 2017[6], puis ressorti en version longue inédite 2 DVD, ainsi qu'en version longue inédite Blu-ray + Blu-ray bonus le 28 novembre 2017[17],[18].
- Au Québec, le film est sorti en DVD le 1er mai 2007[4].